# 添田豪
添田 豪（そえだ ごう、1984年9月5日 - ）は、神奈川県藤沢市出身の男子プロテニス選手。GODAIテニスカレッジ所属。身長178cm。右利き、バックハンド・ストロークは両手打ち。ロンドンオリンピック日本代表。ATPランキング自己最高位はシングルス47位、ダブルス232位。

## ジュニア時代
4歳から荏原SSCでテニスを始め、以降同クラブに所属し本格的にテニスを学ぶ。ジュニア時代には藤沢市立大庭中学校在学中の1999年に全国中学生テニス選手権大会シングルスで優勝。藤沢翔陵高等学校在学中の2001年3月には高校選抜で出場試合全てに勝利しチームを準優勝に導くと、4月のトヨタジュニアで優勝し、8月の高校総体でも単複優勝。11月には全日本テニス選手権シングルスに初出場。2回戦で第13シードの宮尾祥慈を6-4, 0-6, 7-5のフルセットで下す活躍で本村剛一との3回戦まで進出した。2002年には劉泰瑋と組んで出場した2002年ウィンブルドン選手権の男子ジュニアダブルス部門でベスト8進出の成績を収めると、10月の世界スーパージュニアテニス選手権大会では男子シングルスで1994年大会の鈴木貴男以来8年ぶりの同部門日本人決勝進出を果たし準優勝。11月には全日本テニス選手権に2度目の出場。この年はシングルスとダブルスの2部門に出場し、シングルスでは第11シードの茶園鉄也との4回戦まで、岩見亮と組んだダブルスでは2回戦まで進出している。これらの活躍により高校時代には全日本男子18歳以下年間ランキングで1位を記録するなど既に日本トップジュニアの一人として知られていた。

## プロ転向後

### 2003年 プロ転向
藤沢翔陵高等学校を卒業後の2003年4月にプロ入りしミキプルーンに所属。2004年は11月に第7シードで出場した全日本テニス選手権シングルスで寺地貴弘との準決勝まで進出。一方、岩見亮と組んで第4シードで出場したダブルスでは準優勝の成績を収めた。12月からのテニス日本リーグでは出場全試合で勝利し大会MVPを受賞。

### 2005年 全日本選手権準優勝
2005年からはサーキット大会でも結果を残すようになり、フューチャーズ4大会で2優勝2準優勝の記録を残すと、7月にはデビスカップアジア/オセアニアゾーン・グループ Iプレーオフ2回戦対タイ代表戦でデビスカップ日本代表に初選出。消化試合となった第5試合のシングルスで起用されソンチャット・ラティワタナと対戦。これを6-3, 6-3のストレートで下し代表デビュー戦を勝利で飾った。9月には予選を勝ち上がって出場したベトナム・オープン男子シングルスでツアー本戦初出場。1回戦で当時世界ランク10位、大会第1シードのマリアノ・プエルタと対戦。自身初のトップ10選手との対戦でフルセットに持ち込む健闘を見せるも4-6, 7-6(5), 4-6のスコアで惜敗した。第2シードで出場した11月の全日本テニス選手権シングルスでは自身初の決勝進出を果たす。決勝では岩渕聡と対戦し2-6, 6-1, 6-7(6)のフルセットで惜敗。一方岩見と組んで第3シードで出場したダブルスでも決勝に進出したが、決勝戦では岩渕聡/松井俊英組に4-6, 6-3, 3-6のフルセットで敗れ単複準優勝となった。これらの活躍によりシングルスランクも年初の500位から年末には302位まで上昇し、全日本年間ランキングでも前年の9位から2位に上昇した。

### 2006年 アジア大会銅・銀メダル
2006年は6月のコメリカバンク・チャレンジャーシングルスで初めてチャレンジャー大会決勝に進出し準優勝。9月にはアジアテニス連盟の主催によりウズベキスタン・タシュケントで行われた「アジアン選手権」決勝でデニス・イストミンを 7-6(2), 6-4 のストレートで下し優勝。大会優勝者に与えられる翌年の全豪オープンシングルス主催者推薦の切符を手にした。これらの活躍によりシングルス世界ランクも年末には188位と100番台にまで上昇させ、この時点で日本男子トップに立つ。また12月にカタール・ドーハで開催された2006年アジア競技大会にも日本代表として選出され、シングルス銅メダル、団体銀メダルを獲得した。

### 2007年 チャレンジャー初優勝
2007年は前年のアジアン選手権で勝ち取った主催者推薦により全豪オープンでグランドスラムにデビュー。1回戦で当時世界ランク10位、大会第9シードのマリオ・アンチッチと対戦し、4-6, 3-6, 2-6のストレートで敗れた。6月にはウィンブルドンシングルス予選に出場。予選決勝でボーダン・ウリラッハに7-5, 6-4, 1-6, 2-6, 2-6の逆転で敗れ、本戦出場を逃した。翌8月にはトロフェオ・マンタ・オープンシングルス決勝でエドゥアルド・シュワンクを6-4, 6-2のストレートで下し、チャレンジャー大会初優勝。11月のブリスベン・チャレンジャーシングルスでも準優勝の成績を収めた。またこの年の8月から新たに元プロテニス選手の増田健太郎をコーチに迎えている。

### 2008年 全日本選手権初優勝
シングルスでは3月の島津全日本室内テニス選手権大会決勝でマティアス・バッヒンガーを7-6, 2-6, 6-4をフルセットで下し優勝すると、4月のプサン・オープン・チャレンジャー決勝では盧彦勳と対戦し、6–0, 0–0とした所で盧の途中棄権により優勝。5月のニューデリー2チャレンジャー決勝でも盧との対戦となり、これを6-3, 3-6, 6-4のフルセットで下し優勝。9月のチャイナ・オープン本戦1回戦で中国人選手を破りATPツアー初勝利を挙げると、2回戦では同大会第3シード、当時世界ランク11位のフェルナンド・ゴンサレスと対戦。添田はファーストセットを先取すると、セカンドセットでもタイブレークまで持ち込む接戦を見せたが、ファイナルセットでは調子を取り戻したゴンザレスに押し切られ、結果6-3, 6-7(4), 1-6のスコアで惜敗。11月最終週のダンロップワールドチャレンジテニストーナメント決勝では李亨澤を6–2, 7–6(7)のストレートで下し、この年のチャレンジャーツアーでトマス・ベルッシ、ティムラズ・ガバシュビリ、クリストフ・フリーヘンらと並ぶ年間最多優勝タイの4大会優勝を記録する。この年は他にも11月第3週の慶応チャレンジャーで準優勝、またチャレンジャー2大会でベスト4の成績を収める活躍でシングルスランクも年初の212位から年末には114位まで大幅に上昇。またダブルスでもこの年は2大会で準優勝し、11月には自己最高の291位を記録。一方7度目の出場となった全日本テニス選手権男子シングルスでは2度目の決勝に進出。決勝では同じミキプルーン所属の伊藤竜馬を6-7(2), 6-3, 6-4のフルセットで下し、悲願の初優勝を果たした。

### 2009年 チャレンジャー6勝目
2009年は前年と打って変わって不調に陥り、ツアーでも1～2回戦負けや予選落ちを重ねてランクも大きく下降してしまう。しかし年後半に入ると次第に成績が上向いていくようになり、ノーシードで出場した10月のロイヤルバンク・オブ・スコットランド・チャレンジャーでは準決勝で当時95位、第2シードのケビン・キムを7-5, 6-1のストレートで下す活躍で11ヶ月ぶりにチャレンジャー大会決勝に進出。決勝ではイリア・ボゾリャツと対戦し、これを3-6, 6-3, 6-2のフルセットで下し優勝。
11月には、ディフェンディングチャンピオンとして「自分の力を出し切って、圧勝したい」と語って第1シードで臨んだ全日本テニス選手権男子シングルスで、フルセットに縺れたのも準決勝の三橋淳戦のみという隙のない試合運びで大会2連覇を果たす。また岩見と組んで2年ぶりに出場したダブルス部門でも決勝に進出したが、こちらは決勝戦で岩渕聡/松井俊英組に2-6, 7-6(3), 6-2のフルセットで惜敗し、同部門3度目の準優勝となった。

### 2010年 チャレンジャー7勝目
1月には従来の増田に加え、新たなコーチとしてイタリアの元プロテニス選手ダビデ・サンギネッティと契約。4月には空旅ドットコムが新たなスポンサーとなった。3月にトレーニングと並行して出場したアディダス早稲田フューチャーズと甲府フューチャーズで貫禄の2週連続優勝。そのトレーニングの成果は続く遠征で発揮され、5月はマンタチャレンジャーで今季チャレンジャー大会初優勝、6月のウィンブルドン前哨戦となったノッティンガムチャレンジャーでは準優勝。ウィンブルドンでは予選決勝でジェシー・ウィッテンに2-6, 2-6, 6-2, 4-6で敗れたものの、上位選手の欠場によるラッキールーザーで2007年全豪オープン以来となる4大大会本戦出場を果たした。日本人男子選手は錦織圭と2人が本戦に同時出場。4大大会の本戦に日本人男子が2人同時に出場するのは松岡修造、辻野隆三が揃って出場した1994年全豪オープン以来の快挙となった。1回戦では予選勝者のマルティン・フィッシャーに4-6, 3-6, 1-6で敗退。続いて出場したテニス殿堂選手権では、第8シードで元21位のテーラー・デントの猛攻に耐えながら6-4, 3-6, 6-4と接戦を制し、試合後「勝ったことが信じられない」と語っている。年の最後の4大大会ある全米オープンでは第2シードとして臨んだ予選1回戦で杉田祐一と対戦、雨天により3日に渡って順延される中、大方の予想を裏切り、4-6, 6-2, 2-6 で敗退。「負けられないということを変に意識してしまった」と敗北を認めている。その後もコンスタントに結果を残し、9月20日付けのランキングで自身の最高位である106位を更新し、104位となった。広州アジア大会にも日本代表として選出され、シングルスと団体で銅メダルを獲得した。

### 2011年 トップ100入り
4月4日付の世界ランキングでトップ100入りを果たす。全仏オープンでは1回戦でミハイル・ユージニーに5-7, 2-6, 4-6で、ウィンブルドンでは1回戦でジョー＝ウィルフリード・ツォンガに3-6, 6-7(4), 2-6で、全米オープンでは1回戦でケビン・アンダーソンに1-6, 3-6, 0-6で敗れ4大大会の初戦を突破することは出来なかった。タイ・オープンでは予選から勝ち上がりベスト8に進出。楽天ジャパンオープンでは1回戦でラファエル・ナダルに3-6, 2-6で敗れた。

### 2012年 トップ50入り
1月のチェンナイ・オープンでは予選から勝ち上がり、準々決勝ではスタン・ワウリンカを6-4, 6-4で破りATPツアー初のベスト4に進出した。準決勝ではヤンコ・ティプサレビッチに1-6, 4-6で敗れた。
2月10日、日本が27年ぶりに復帰したデビスカップワールドグループの1回戦のクロアチア戦のシングルス第1試合で、世界ランク55位で格上のイワン・ドディグに6-7(3), 3-6, 6-4, 6-3, 7-5、4時間5分のフルセットの死闘の末、勝利。1981年にデビスカップが現行制度となってから、日本はワールドグループで1981年と1985年に戦った経験があったが、どちらも全試合敗退に終わっており、この勝利は日本人選手のワールドグループでの初勝利という歴史的な1勝となった。2勝2敗で迎えた最終試合でイボ・カロビッチに6-7(4), 1-6, 4-6、通算成績2勝3敗で惜しくも敗れ、初のベスト8には進めなかったが、2月13日付けの世界ランキングで、90位から81位に上がった。
全仏オープンでは、シングルスは1回戦ドミトリー・トゥルスノフに1-6, 4-6, 4-6で敗退したものの、盧彦勳と組んだ男子ダブルスの1回戦でジェイミー・マリー/カーステン・ボール組に7-6, 4-6, 6-3で勝利し、全部門を通じて4大大会での初勝利を挙げた。
6月11日発表のランキングにより錦織圭と共にロンドンオリンピックの出場権を獲得し、五輪への初出場が決定した。6月27日には伊藤竜馬の出場も発表され、五輪のテニス競技に日本男子選手が3人出場するのは、4人だった1924年（大正13年）のパリオリンピック以来88年ぶりの快挙となった。
6月26日、ウィンブルドンのシングルス1回戦で世界ランク116位のイーゴリ・クニツィンを6−3, 6−2, 6−1のストレートで破り、4大大会のシングルスで初勝利を挙げた。錦織圭も1回戦を突破し、ウィンブルドンで2人の日本人男子選手がシングルス2回戦に進んだのは、1973年（昭和48年）の九鬼潤、坂井利郎以来39年ぶりの快挙となった。2回戦では第9シードのフアン・マルティン・デル・ポトロに2-6, 3-6, 6-1, 4-6で敗れた。アトランタ・テニス選手権では準々決勝で錦織圭を6-2, 6-1で破りベスト4に進出、大会後のランキングで自己最高の47位を記録しトップ50入りを果たした。
ロンドン五輪ではシングルスでは1回戦でマルコス・バグダティスに7-6(6), 6-7(5), 2-6で敗れた。錦織と組んだダブルスでも1回戦で北京五輪金メダルのフェデラー/ワウリンカ組に7-6(5), 4-6, 4-6で敗れた。全米オープンでは1回戦でマーディ・フィッシュに6-7(3), 6-7(2), 3-6で敗れた。

### 2013年 グランドスラム初勝利
全豪オープンでは、1回戦でワイルドカードのルーク・サビルを6-7, 6-3, 6-2, 6-3で退けたが、2回戦で第7シードのジョー＝ウィルフリード・ツォンガに3-6, 6-7, 3-6に敗れた。
全豪直後の1月27日から始まったマウイ・チャレンジャーでは第1シードかつ前年王者として順当に勝ち上がり、決勝ではミーシャ・ズベレフを7-5, 7-5で下し、2年連続優勝を飾った。

### 2015年 グランドスラム2回戦進出
全豪オープンではエリアス・イメルに勝利し2回戦進出も第31シードのフェルナンド・ベルダスコに敗れる。大会終了後に発表された今大会の各項目ランキングで添田のサーブ速度時速222キロが、スピードランキング第10位にランクインされた。 4月、全米男子クレーコート選手権1回戦では元世界ランキング1位のレイトン・ヒューイットに4-6, 7-6(3), 6-3で勝利。5月、ルコック・ソウル・オープンで鄭現に勝利し優勝した。

### 2022年 現役引退
添田は2022年の全日本テニス選手権を最後に現役を引退した。引退後は2023年にデビスカップ日本代表の監督に就任。

## プレースタイル
両手打ちのバックハンドストロークはラリーで抜群の安定感を誇る。元々小学4年時にフォアを片手打ちに変えた当初から、安定して威力もある両手バックハンドに得意意識が芽生え、それがプロ転向後もバックハンドラリーでは打ち負け無い事から、バックハンドにはキャリアを通じて一度も疑問を感じることが無いという程の武器となっているという。

## ATPチャレンジャーツアー

### シングルス
| チャレンジャー (18) |

| No. | 年月日         | 大会         | サーフェス   | 対戦相手                 | 試合結果         |
| --- | -------------- | ------------ | ------------ | ------------------------ | ---------------- |
| 1.  | 2007年8月13日  | マンタ       | ハード       | エドゥアルド・シュワンク | 6–4, 6–2         |
| 2.  | 2008年3月3日   | 京都         | カーペット   | マティアス・バッヒンガー | 7–6, 2–6, 6–4    |
| 3.  | 2008年4月14日  | 釜山         | ハード       | 盧彦勳                   | 6–2, 0–0 ret.    |
| 4.  | 2008年5月19日  | ニューデリー | ハード       | 盧彦勳                   | 6–3, 3–6, 6–4    |
| 5.  | 2008年11月24日 | 豊田市       | カーペット   | 李亨澤                   | 6–2, 7–6         |
| 6.  | 2009年10月12日 | ティブロン   | ハード       | イリア・ボゾリャツ       | 3–6, 6–3, 6–2    |
| 7.  | 2010年4月26日  | マンタ       | ハード       | ライラー・デハート       | 7–6, 6–2         |
| 8.  | 2011年3月27日  | 平果         | ハード       | マティアス・バッヒンガー | 6–4, 7–5         |
| 9.  | 2011年7月31日  | 烏海         | ハード       | レイベン・クラーセン     | 7–5, 6–4         |
| 10. | 2012年1月29日  | ホノルル     | ハード       | ロビー・ジネプリ         | 6–3, 7–6         |
| 11. | 2012年3月18日  | 平果         | ハード       | マレク・ジャジリ         | 6–1, 3–6, 7–6    |
| 12. | 2012年4月29日  | 高雄         | ハード       | 伊藤竜馬                 | 6–3, 6–0         |
| 13. | 2013年1月27日  | ホノルル     | ハード       | ミーシャ・ズベレフ       | 7–5, 7–5         |
| 14. | 2014年5月18日  | 釜山         | ハード       | 王宇佐                   | 6–3, 7–6         |
| 15. | 2014年6月29日  | 南昌         | ハード       | ブラジュ・カウチッチ     | 6–3, 2–6, 7-6    |
| 16. | 2014年11月23日 | 豊田市       | ハード(室内) | 伊藤竜馬                 | 6-4, 7-5         |
| 17. | 2015年5月11日  | ソウル       | ハード       | 鄭現                     | 3-6, 6-3, 6-3    |
| 18. | 2016年7月17日  | ウィニペグ   | ハード       | ブラジュ・カウチッチ     | 6–7(4), 6–4, 6–2 |

### ダブルス
| No. | 年月日         | 大会               | サーフェス | パートナー | 対戦相手        | 試合結果         |
| --- | -------------- | ------------------ | ---------- | ---------- | --------------- | ---------------- |
| 1.  | 2007年11月24日 | 慶應チャレンジャー | ハード     | 近藤大生   | 岩渕聡 松井俊英 | 6–7, 6–3, [11-9] |

## シングルス成績
略語の説明
| W | F | SF | QF | #R | RR | Q# | LQ | A | Z# | PO | G | S | B | NMS | P | NH |

W=優勝, F=準優勝, SF=ベスト4, QF=ベスト8, #R=#回戦敗退, RR=ラウンドロビン敗退, Q#=予選#回戦敗退, LQ=予選敗退, A=大会不参加, Z#=デビスカップ/BJKカップ地域ゾーン, PO=デビスカップ/BJKカッププレーオフ, G=オリンピック金メダル, S=オリンピック銀メダル, B=オリンピック銅メダル, NMS=マスターズシリーズから降格, P=開催延期, NH=開催なし.
| 大会           | 2006 | 2007 | 2008 | 2009 | 2010 | 2011 | 2012 | 2013 | 2014 | 2015 | 2016 | 2017 | 2018 | 2019 | 2020 | 2021 | 2022 | 通算成績 |
| -------------- | ---- | ---- | ---- | ---- | ---- | ---- | ---- | ---- | ---- | ---- | ---- | ---- | ---- | ---- | ---- | ---- | ---- | -------- |
| 全豪オープン   | LQ   | 1R   | LQ   | LQ   | LQ   | LQ   | LQ   | 2R   | 1R   | 2R   | LQ   | 1R   | LQ   | LQ   | LQ   | LQ   | LQ   | 2–5      |
| 全仏オープン   | A    | A    | A    | A    | A    | 1R   | 1R   | 1R   | LQ   | 1R   | LQ   | A    | LQ   | LQ   | LQ   | LQ   | A    | 0–4      |
| ウィンブルドン | LQ   | LQ   | LQ   | LQ   | 1R   | 1R   | 2R   | 2R   | LQ   | 1R   | LQ   | LQ   | LQ   | LQ   | NH   | LQ   | A    | 2–5      |
| 全米オープン   | LQ   | LQ   | LQ   | LQ   | LQ   | 1R   | 1R   | 1R   | LQ   | LQ   | LQ   | LQ   | LQ   | LQ   | 1R   | LQ   | A    | 0–4      |

### 大会最高成績
| 大会                 | 成績 | 年               |
| -------------------- | ---- | ---------------- |
| ATPファイナルズ      | A    | 出場なし         |
| インディアンウェルズ | 1R   | 2013             |
| マイアミ             | 1R   | 2013, 2015       |
| モンテカルロ         | Q1   | 2013             |
| マドリード           | A    | 出場なし         |
| ローマ               | Q1   | 2012             |
| カナダ               | Q2   | 2008             |
| シンシナティ         | Q1   | 2010             |
| 上海                 | 1R   | 2012, 2013, 2015 |
| パリ                 | Q1   | 2012             |
| オリンピック         | 1R   | 2012             |
| デビスカップ         | QF   | 2014             |
| ATPカップ            | RR   | 2020             |

### 年間最終世界ランキング
|              | 2001 | 2002 | 2003 | 2004 | 2005 | 2006 | 2007 | 2008 | 2009 | 2010 | 2011 | 2012 | 2013 | 2014 | 2015 | 2016 | 2017 | 2018 | 2019 | 2020 | 2021 | 2022 |
| ------------ | ---- | ---- | ---- | ---- | ---- | ---- | ---- | ---- | ---- | ---- | ---- | ---- | ---- | ---- | ---- | ---- | ---- | ---- | ---- | ---- | ---- | ---- |
| 世界ランク   | 1030 | 892  | 630  | 493  | 334  | 182  | 238  | 128  | 241  | 120  | 120  | 58   | 105  | 100  | 132  | 126  | 150  | 214  | 121  | 133  | 247  | 607  |
| 日本人ランク |      | 16   | 11   | 9    | 2    | 1    | 1    | 2    | 2    | 2    | 2    | 2    | 2    | 3    | 6    | 4    |      |      |      |      |      |      |

## デビスカップ
| 年     | ステージ                           | オーダー            | 対戦国         | 対戦相手                              | スコア                       |
| ------ | ---------------------------------- | ------------------- | -------------- | ------------------------------------- | ---------------------------- |
| 2011年 | アジア・オセアニアゾーン1部・2回戦 | ダブルス (錦織圭)   | ウズベキスタン | デニス・イストミン ムラド・イノヤトフ | 7-5, 7-6(7-5), 7-5           |
| 2012年 | ワールドグループ・1回戦            | シングルス1         | クロアチア     | イワン・ドディグ                      | 6-7(3-7), 3-6, 6-4, 6-3, 7-5 |
| 2012年 | ワールドグループ・1回戦            | シングルス5         | クロアチア     | イボ・カルロビッチ                    | 6-7(4-7), 1-6, 4-6           |
| 2013年 | アジア・オセアニアゾーン1部・2回戦 | シングルス2         | 韓国           | チョ・ミンヒョク                      | 5-7, 2-6, 6-4, 6-4, 6-2      |
| 2013年 | アジア・オセアニアゾーン1部・2回戦 | シングルス4         | 韓国           | イム・ヨンギュ                        | 7-5, 6-7(5-7), 4-6, 3-6      |
| 2013年 | ワールドグループ・プレーオフ       | シングルス2         | コロンビア     | サンティアゴ・ヒラルド                | 4-6, 6-3, 5-7, 6-3, 1-6      |
| 2013年 | ワールドグループ・プレーオフ       | シングルス5         | コロンビア     | アレハンドロ・ファジャ                | 4-6, 6-4, 6-3, 6-3           |
| 2015年 | ワールドグループ・1回戦            | ダブルス (内山靖崇) | カナダ         | ダニエル・ネスター バセク・ポスピシル | 5-7, 6-2, 3-6, 6-3, 3-6      |
| 2015年 | ワールドグループ・1回戦            | シングルス5         | カナダ         | バセク・ポスピシル                    | 5-7, 3-6, 4-6                |
| 2017年 | ワールドグループ・プレーオフ       | シングルス2         | ブラジル       | チアゴ・モンテイロ                    | 3-6, 6-4, 6-3, 6-7(1-7), 6-4 |